# Южен Хорасан
Южен Хорасан (на персийски: خراسان جنوبی Хорасан-е Джонуби) е един от останите (провинции) в Иран. Намира се в източната част на страната и заема площ 95 385 km2. Населението наброява около 660 000 души, 56% от които живеят в градовете на остана. Етническото мнозинство са персийци, малцинствените групи са тюрки, афганци, кюрди. Административният център на провинцията е град Бирджанд.

## История
Провинцията Южен Хорасан е една от трите самостоятелни административни единици, учредени след разделянето на остан Хорасан през 2004 г.
Южен Хорасан се намира на територията на историческата област Велик Хорасан, част от империята на Сасанидите. Подобно на другите територии на древна Персия провинцията е завладяна през 7 век от араби, за кратко през 9 и 10 век е под управление на ирански династии, през 11 век е завоювана от Селджуките. Територията на Хорасан претърпява нашествия на ордите на Чингис хан, на узбекските и афганските племена. През епохата на Каджарите (18– 20 век) се установяват границите на иранския остан Хорасан. Останалата част на Велик Хорасан се намира на територията на сегашни Афганистан и Туркменистан.

## Административно деление
Всеки остан в Иран се дели на шахрестани, които състоят от бахши, те на свой ред съдържат най-малките административни единици – дехестани. Административният център на шахрестан е град, който носи името на шахрестана. Южен Хорасан е разделен на 11 шахрестана. Административният център на провинцията е град Бирджанд.
| Карта на Южен Хорасан | Шахрестан |
| --------------------- | --- |
|                       | 1. Табас 2. Бошруйе 3. Фердоус 4. Сараян 5. Гаенат 6. Зиркух 7. Бирджанд 8. Дармиан 9. Сарбише 10. Нехбандан 11. Хусф |

## География
Южен Хорасан е разположен в източен Иран и заема площ 95 385 km2. На север граничи с остан Разави Хорасан, на североизток и изток с Афганистан, на юг и югоизток с останите Керман и Систан и Балучестан, на запад и югозапад с останите Исфахан и Язд, на северозапад със Семнан.
Територията на провинцията се пресича от планинска верига, която се простира от север на остана на юг. Най-високите върхове Камаре Сорх (2842 m) и Шах Кух (2737 m) се намират в южната част на планините.
По отношение на географския релеф и климатичните особености провинцията се състои от две части. На север и северозапад теренът е предимно висок и планински и там има области с умерен климатът и плодородни земи. Централните и южните райони имат повече ниски и равнинни територии. Близостта на пустинята Дащ-е Лут определя сухия и горещ климат на централните, западните и югозападните части на остана.
В Южен Хорасан няма постоянни реки.

## Население
Съгласно националното преброяване през 2011 г. населението на провинцията е 662 534 души, от които 371 054 души живеят в градовете, 64,8% са на възраст между 15 и 64 години, 7,3% са над 65 години и 27,6% са под 15 години. Средният годишен прираст на населението между 2006 и 2011 г. е 0,81%, плътността е 7 души/km2. Над 82% от населението на Южен Хорасан е грамотно (възрастова група над 6 г.).
Етническото мнозинство и коренното население са персийци. В остана живеят също тюркоезично малцинство, афганци и малки групи кюрди и араби
Основният език на остана е персийски, говори се на местните му диалекти. Използва се също пущунски език.

## Икономика
Селското стопанство в Южен Хорасан е представено с двата си отрасъла – земеделие и животновъдство. В остана има подходящи климатични условия за производство на плодове – ябълки, круши, дюли, череши, нар и др. Провинцията е на първо място в Иран по добив на берберис и хинап, на второ място по добив на шафран и памук. Отглеждат се също житни растения, различни ядки (шамфъстък, бадем, орех). В животновъдството наред с традиционните начини се използва и промишленото отглеждане на селскостопански животни (овце, крави, кози, камили, птици).
За стимулиране на икономиката в различните шахрестани са създадени специални индустриални градчета. В провинцията има предприятия на хранително-вкусова, машиностроителна, дървопреработваща, мебелна промишленост. Произвежда се хартия, медицинско оборудване, електрооборудване, пластмаси, текстил и др.
Развити са традиционните занаяти – килимарство, ръчно тъкане, златарство, бродиране, ковачество, металопластика и др.

## Образование
1. Университет на Бирджанд[6]
2. Медицински Университет на Бирджанд
3. Исламски Свободен Университет на Бирджанд
4. Исламски Свободен Университет на Фердоус
5. Технологичен Университет на Бирджанд
6. Университет Паяме Нур[7]
7. Университет за Приложни Науки и Технологии

## Забележителности
Провинцията притежава много исторически, архитектурни и природни забележителности от списъка на Иранската организация за културно наследство.
- Горещи източници на Фердоус
- Крепост Нехбандан
- Крепост Фург, Дармиан
- Замък Кола Фаранги, Бирджанд
- Градина Бехгард, Табас
- Градина Акбарийе, Бирджанд (в списъка на ЮНЕСКО[8])
- Пещерите на Ченещ, Сарбише
- Ганат Баладе, Фердоус (в списъка на ЮНЕСКО[9])
- Замък Чахар Дохтар, Гаенат

## Галерия
- Градина Акбарийе, Бирджанд
- Дига Банде Даре, Бирджанд
- Религиозно училище, Фердоус
- Исторически комплекс Коушк, Фердоус
- Крепост Фург, Дармиан
- Село Ченещ, Сарбише